# 2011년 크라이스트처치 지진
2011년 크라이스트처치 지진(영어: 2011 Christchurch earthquake) 또는 2011년 캔터베리 지진은 2011년 2월 22일 오후 12시 51분(현지 시각), 뉴질랜드 남섬 5 km 지하에서 모멘트 규모 6.3으로 발생한 강한 지진이다. 진앙 근처에 리틀턴이 있어 이 지진으로 심각한 피해를 입었을 뿐만 아니라 범위가 넓어 뉴질랜드에서 두 번째로 큰 도시인 크라이스트처치도 피해를 입었다.
비록 아무 관련이 없다고 주장하는 학자들도 있긴 하지만, 이 지진은 2010년 9월 4일 발생한 2010년 캔터베리 지진의 큰 여진이었다. 2010년의 지진보다 더 규모가 작긴 했으나 크라이스트처치와 더 가까웠고, 건물들은 지진에 약했으며 진앙이 지난번에 비해 얕아 더 많은 피해를 입었다. 또한 지난 지진과 비교해 볼때, 2010년 지진은 토요일 새벽 이전에 일어났으나 이번 지진은 화요일 점심 시간에 발생해 더욱 피해가 클 수밖에 없었다. 당시 크라이스트처치에서의 진도는 MM VIII이었다.
현재 신원이 확인된 사망자 수는 166명이며, 뉴질랜드 총리 존 키는 2월 22일을 "뉴질랜드 사상 최악의 날"이 될 것이라고 언급했다. 비공식 보고서에서는 이번 지진으로 200명에서 400명에 이르는 사망자가 발생할 수도 있다고 기록되었다. 크라이스트처치의 시장인 밥 파커는 200명에 달하는 시민들이 건물 잔해들 아래에 깔려 있으며, "어두운 건물 밑에 깔린 뉴질랜드 국민들이 현재 통계에 집계되고 있다"고 표현했다. 23일 아침 지진 발생 지역은 국가 비상사태로 선포되었다.
JP모건 체이스에 따르면 크라이스트처치 지진은 2008년 이후 자연재해 피해액이 가장 많은 것으로 밝혀졌으며, 이번 지진의 피해액은 120억 미국 달러 (약 160억 뉴질랜드 달러)로 집계되었다.